# Richard Smith (inżynier)
Richard Smith (ur. 30 stycznia 1783, Tipton, zm. 21 lipca 1868, koło Lichfield) – brytyjski inżynier górnictwa, przedsiębiorca przemysłowy i polityk. Pochodził ze Staffordshire, w którego południowej części jego ojciec Thomas prowadził przedsiębiorstwo w branży węglowej, a on sam kontynuował studia w tym kierunku na Royal School of Mines, by później do czasu kryzysu połowy drugiej dekady XIX wieku na tym oraz żelaza rynku współpracować ze swoim teściem, zarządcą huty żelaza Samuelem Feredayem (ojcem poślubionej w 1811 Elisabeth), a następnie osiadł w Londynie, nadzorując też walijski i portugalski przemysł węglowy. Jako pracownik General Mining Association od lata 1827 zarządzał pracami związanymi z węglowym przemysłem wydobywczym w Nowej Szkocji (początkowo przy kopalni „Albion” w hrabstwie Pictou, a od 1830 w hrabstwie Cape Breton, tam współpracując ze swoim zastępcą Richardem Brownem m.in. nad uruchomieniem dwóch – obok już działającej kopalni „Sydney” – nowych: „Bridgeport” i „Bras d’Or”), wybudował też w pobliżu „Albionu” rezydencję Mount Rundell House. Działał usilnie na rzecz swojego pracodawcy na niwie politycznej, zarówno w obszarze ekonomicznym, jak i bezpieczeństwa (lokalne opłaty dzierżawne, przeciwdziałanie przestępczości, w tym przemytowi), ścierając się z reformatorsko nastawionymi politykami nowoszkockimi, w latach 1833–1834 także w samym zgromadzeniu legislacyjnym, do którego został wybrany. Po powrocie do Wielkiej Brytanii w maju 1834 dalej pracował w przemyśle, 1836–1864 zarządzając na terenach należących do Williama Warda, księcia Dudley wydobyciem kopalin (węgiel kamienny, żelazo, wapień) i powiązaną z tym infrastrukturą (rozbudowa linii transportowych – kolei i kanałów, a także hut, w tym budowa w 1857 huty stali w Round Oak), pełnił też funkcje reprezentacyjne w hrabstwie – sędziego pokoju i zastępcy lorda-porucznika. Członek honorowy Halifax Mechanics’ Institute.